# Pedro Pacheco de Villena
Pour les articles homonymes, voir Villena (homonymie).
Pedro Pacheco de Villena (né  à La Puebla de Montalbán, près de Tolède en Espagne, le 29 juin 1488  et mort à Rome le 5 mars 1560) est un cardinal espagnol du XVIe siècle. Il est l'oncle du cardinal Francisco Pacheco de Toledo (1561).

## Repères biographiques
Pedro Pacheco de Villena fait ses études  à Salamanque. Il exerce des fonctions au sein de la curie romaine, notamment comme référendaire au tribunal suprême de la Signature apostolique. Il est doyen du chapitre de la cathédrale  de Saint-Jacques-de-Compostelle et archidiacre de Valpuesta. Charles Quint le charge à visiter la chancellerie de Valladolid et de Grenade.
Il est élu évêque de Mondoñedo en 1532 et transféré aux diocèses de Ciudad Rodrigo, de Pampelune, de Jaén et de Sigüenza. Pacheco participe au concile de Trente et est le premier à aborder la question de la conception immaculée.
Le pape Paul III le crée cardinal lors du consistoire du 16 décembre 1545. Il est nommé vice-roi de Naples par Charles Quint en 1555 et le reste jusqu'à 1557.
Le cardinal Pacheco participe au conclave de 1549-1550 lors duquel Jules III est élu, aux deuxième conclave de 1555 (élection de Paul IV) et au conclave de 1559 (élection de Pie IV)., Il ne participe pas au premier conclave de 1555, lors duquel Marcel II est élu. Le pape Pie IV le nomme inquisiteur du  tribunal du Sainte Office à Rome.